# Hrasno (Kakanj)
Hrasno är en ort i Bosnien och Hercegovina. Den ligger i entiteten Federationen Bosnien och Hercegovina, i den centrala delen av landet, 30 km nordväst om huvudstaden Sarajevo. Hrasno ligger 450 meter över havet och antalet invånare är 420.
Terrängen runt Hrasno är huvudsakligen kuperad. Hrasno ligger nere i en dal.Närmaste större samhälle är Kakanj, 3,1 km norr om Hrasno.
Omgivningarna runt Hrasno är en mosaik av jordbruksmark och naturlig växtlighet. Runt Hrasno är det ganska tätbefolkat, med 93 invånare per kvadratkilometer.